# SK-6 Kolos

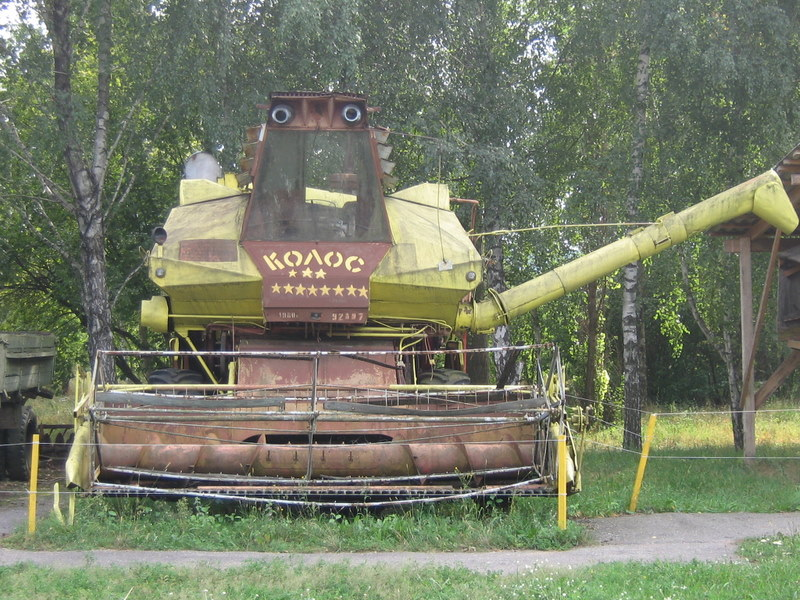
Kombajn SK-6 Kolos

Sklízecí mlátička SK-6 Kolos byl sovětský kombajn, který byl v letech 1974 – 1979 dovážen i do Československa. Měl kabinu vybavenou klimatizací, možnost kontrolovat všechny důležité uzly na rozvodové desce, třístupňovou převodovku a kapalinové brzdy s možností brzdit pravé nebo levé kolo. Vyráběl se v modifikaci s dvěma mláticími bubny jako SK-6 II, či s dvěma bubny (z toho jedním hřebovým) jako SKPR-6.

## Technické údaje
- Záběr žacího ústrojí: 5 m, pozdější typy 6 a 7 m
- Délka mlátícího bubnu: 1500 mm
- Průměr mlátícího bubnu: 600 mm
- Průchodnost: 8 kg/s
- Objem zásobníku zrna: 3 m³
- Čistota zrna: 98 %
- Separační ústrojí: 5 vytřasadel
- Pojezdová rychlost: 1,6 – 20 km/h
- Typ motoru: SMD-64
- Výkon motoru: 150 k (110 kW)
- Počet rychlostí: 3 vpřed, 1 vzad
- Pojezd: variátorový s mechanickou převodovkou
- Hmotnost: 8235 kg